# Baalbek
Ne doit pas être confondu avec Balbec.
Baalbek (écrit aussi Balbek, Baalbeck, Baalback, Balbeck, Balback ou Baalbec, en arabe بعلبك), ou Héliopolis à l'époque hellénistique, est une ville du Liban d'environ 80 000 habitants, chef-lieu du district de Baalbek.
La ville antique se situe dans le nord de la plaine de la Bekaa ; elle est composée de ruines de l’époque gréco-romaine, ainsi que de traces plus anciennes de l’époque sémitique. Le site figure sur la liste du patrimoine mondial de l’UNESCO.
Le complexe de trois temples géants laissés par les Romains comprend :
- le temple de Bacchus, un des temples les mieux conservés du monde gréco-romain ;
- le temple de Jupiter dont il reste six colonnes de granite ;
- le temple de Vénus.

## Histoire

### Période phénicienne
L’histoire de Baalbek remonte au moins à la fin du IIIe millénaire av. J.-C. Baalbek était une ville phénicienne florissante où était célébré le culte de Baal chez les Phéniciens et les Cananéens. Cette divinité orientale, dieu de la foudre qui donnait aussi des pluies bienfaisantes, formait avec Astarté, sa parèdre féminine, le couple divin le plus populaire dans la zone phénico-cananéenne.

### Périodes hellénistique et romaine

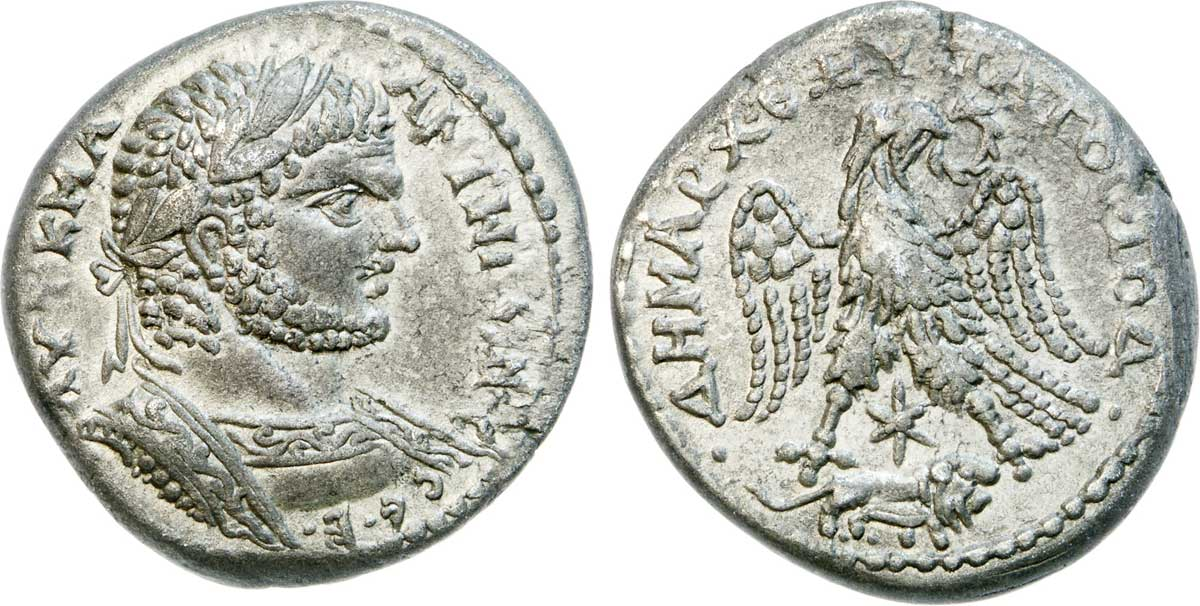
Monnaie de la cité d'Héliopolis.

Durant l'époque hellénistique, la ville est appelée Héliopolis (litt.« Cité du Soleil »). Selon certaines hypothèses, ce nom fut donné car les Grecs associaient Hélios, dieu du Soleil, à Adad, divinité mésopotamienne de l'Orage et de la Fertilité. D’autres affirment que la ville antique reçut ce nom à l’époque romaine, lorsque Marc Antoine la concéda à Cléopâtre. Les vestiges visibles remontent surtout à l’époque romaine.
La ville fut conçue sur un plan classique. Les rues s’y organisèrent en damier sur la base de deux grandes artères, le decumanus et le cardo. Le site comporte trois sanctuaires principaux : ceux de Jupiter, de Bacchus et de Vénus, bâtis par les empereurs Néron, Trajan, Hadrien et Antonin le Pieux.

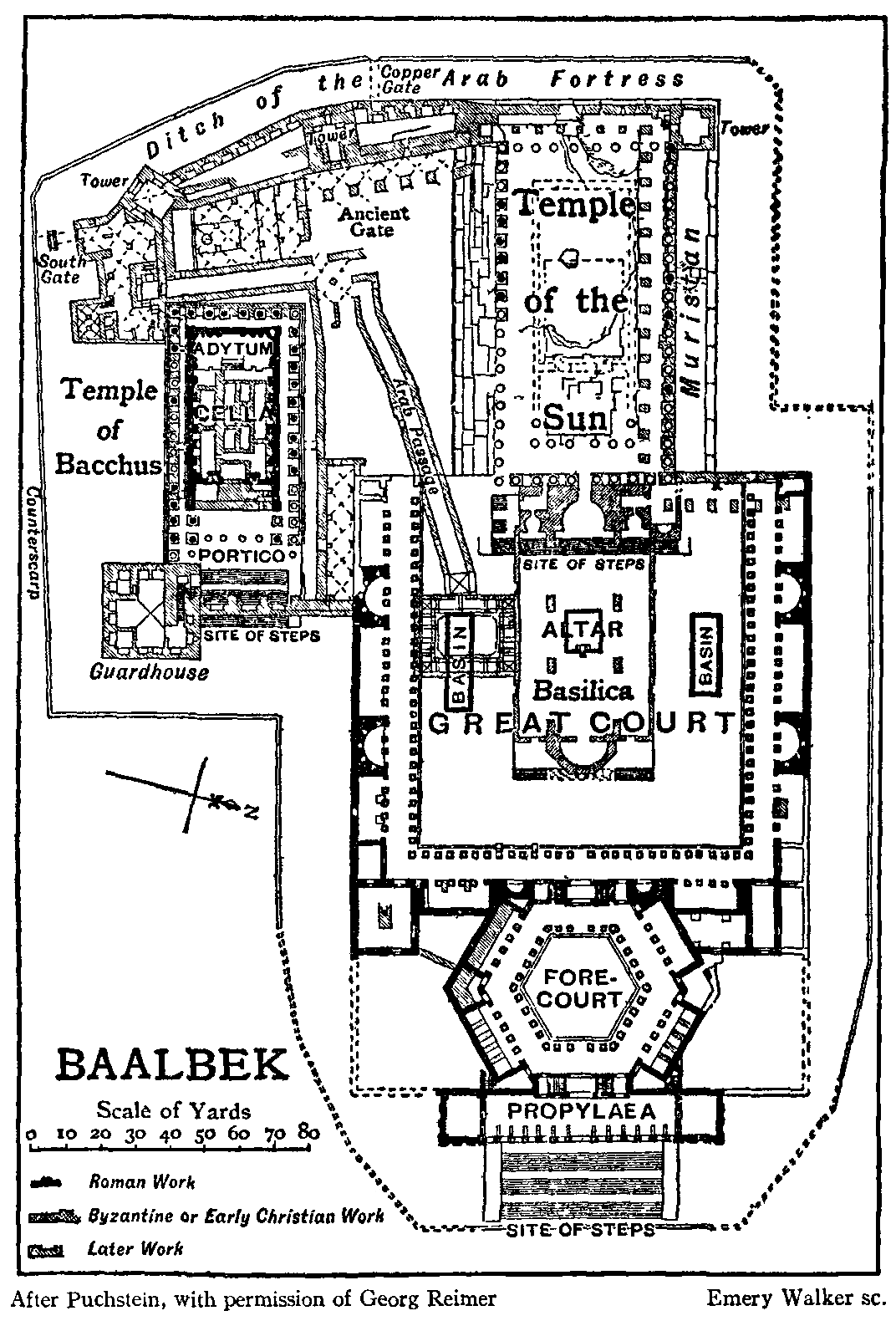
Plan extrait de l'Encyclopædia Britannica, 1911.

C’est pour montrer la toute-puissance de l’Empire romain qu’Auguste décida la construction d’un grand sanctuaire à Héliopolis. Les travaux commencés sous son règne, vers -14, se prolongèrent pourtant jusqu’à la fin du IIe siècle. Le sanctuaire fut bâti en conformité avec les principes caractérisant l’architecture religieuse romaine, et les éléments du décor furent empruntés au répertoire ornemental gréco-romain, mais l’organisation tint compte des usages religieux de l’Orient. À titre d’exemple, les autels de Baalbek étaient beaucoup plus importants que ceux des sanctuaires romains. De même, les temples comportent des escaliers, à côté de leur entrée principale, qui permettent d’accéder au toit. Ceci servait sans doute à des activités culturelles orientales. Or, ce genre d’escaliers n’existe pas dans les temples romains.
À la même époque, les cultes orientaux originaux se transformèrent en cultes mystiques destinés à consacrer la renaissance après la mort. Dans ce contexte, le sanctuaire de Bacchus commença à connaître un grand succès, notamment dans les cités de la côte phénicienne. Puis, les mystères de Bacchus conquirent Rome. Cette évolution fit qu’Adonis fut assimilé à Bacchus, et non à Hermès, et amena à lui dédier un grand temple dont la décoration intérieure comporte maintes allusions à sa personnalité divine.
C'est dans cette ville que fut exhumée la statue de Jupiter héliopolitain, ou « bronze Sursock », acquis par le musée du Louvre en 1939 (bronze doré, hauteur 38,4 cm),.

### Moyen Âge et époque moderne
Plusieurs tremblements de terre, destructions et autres constructions médiévales firent perdre à Baalbek une partie de sa splendeur ancienne. Le dernier grand tremblement de terre date de 1759 et fit s’effondrer trois des neuf colonnes du temple de Jupiter.
Le site archéologique fut transformé en citadelle arabe[Quand ?]. Une mosquée fut construite sur le site à l’aide de pierres trouvées sur place ; les murs du temple de Jupiter furent déplacés de quelques mètres pour en faire une muraille.

### Époque contemporaine
Baalbek devient un site touristique dès la seconde moitié du XIXe siècle. Un premier hôtel destiné à recevoir les visiteurs ouvre en 1874 et l'accès aux vestiges est contrôlé et payant à partir de 1887. Le Kaiser allemand Guillaume II visite la ville les 10 et 11 novembre 1898 et des fouilles archéologiques allemandes y débutent le mois suivant. En 1902, une gare permet de desservir le site via le chemin de fer de Beyrouth à Damas.
Baalbek est multiconfessionnelle, les deux tiers de ses habitants sont chiites et elle comprend d'importantes minorités chrétiennes et sunnites (dont est issu le maire de la ville élu en 2022). Elle est par ailleurs réputée pour sa vie intellectuelle et culturelle.
La ville est visée par les bombardements israéliens lors de la guerre de 2024. Celle-ci est plus meurtrière que la guerre de 2006, les immeubles d'habitation étant directement ciblés par l'aviation israélienne. En un mois, une cinquantaine de personnes ont été tuées et des dizaines blessées. Le 31 octobre, l'armée israélienne ordonne à la population de la ville et des localités alentour de fuir, puis tue une vingtaine de personnes dans des bombardements. Plusieurs raids israéliens font des dizaines de morts en novembre, tandis que les autorités libanaises annoncent leur intention de déposer plainte après des frappes sur des sites patrimoniaux,,. Le gouverneur de la région recense 960 morts dans la zone pendant les deux mois de guerre, en majorité des civils.
Amnesty International adresse à l'ONU, le 12 décembre 2024, un rapport documentant ce que cette organisation considère comme des crimes de guerre de l'armée israélienne ; parmi les quatre cas emblématiques évoqués dans le rapport figure la frappe israélienne sur Baalbeck le 21 octobre 2024 : une famille entière est décimée dans son sommeil, alors qu'Amnesty ne trouve « aucune preuve de présence d'objectifs militaires dans le bâtiments ou ses environs immédiats ».

## Description du site

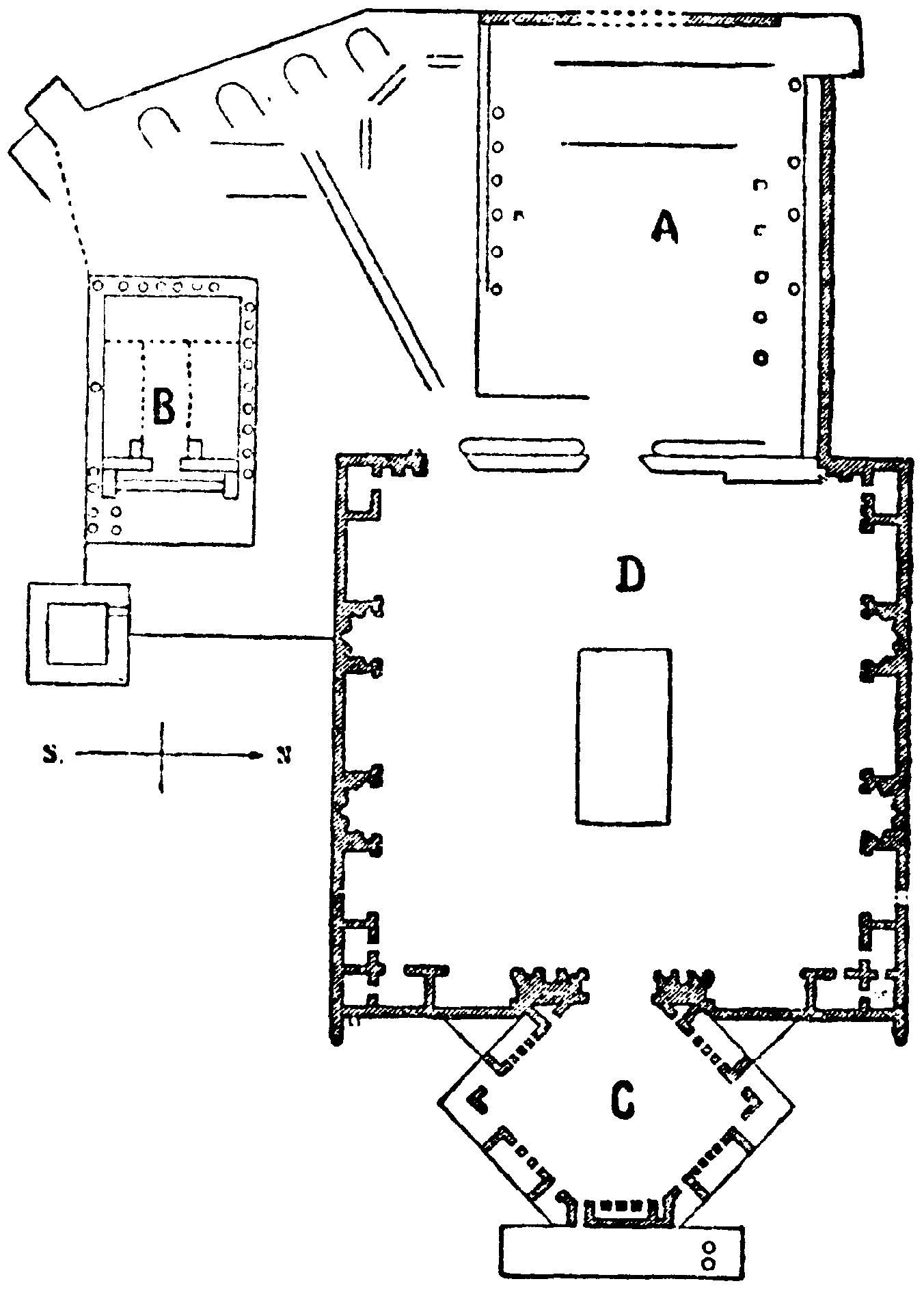
A : Temple de Jupiter ; B : Temple de Bacchus ; C : Cour hexagonale ; D : Grande cour.

### Sanctuaire de Bacchus
Le sanctuaire de Bacchus, construit au IIe siècle, est le mieux conservé. On y pénètre par un escalier à trois volées, comme dans le temple de Jupiter. Le temple lui-même est périptère.
Bien que de dimensions inférieures à celles du temple de Jupiter (69 mètres de long sur 36 de large avec des colonnes hautes de 22 mètres), il figure, lui aussi, parmi les plus grands temples du monde romain.
Il se composait d’un pronaos précédé de huit colonnes et d’une cella, entourée de demi-colonnes, comportant au fond un escalier menant à un adyton où trônait la statue du dieu. Ses 42 colonnes supportent un entablement relié au mur de la cella par d’énormes dalles. Sur l’un d’entre eux qui est à terre, on voit un serpent mordre Cléopâtre. Ce portail très fin est classé parmi les plus beaux du monde romain.
À l’angle sud-est du temple, se dresse une tour mamelouke datant du XVe siècle. Elle servait de résidence au gouverneur de la citadelle. Derrière le mur fortifié et le temple, se trouve encore une mosquée remontant au temps des Ayyoubides.

Sanctuaire de Bacchus
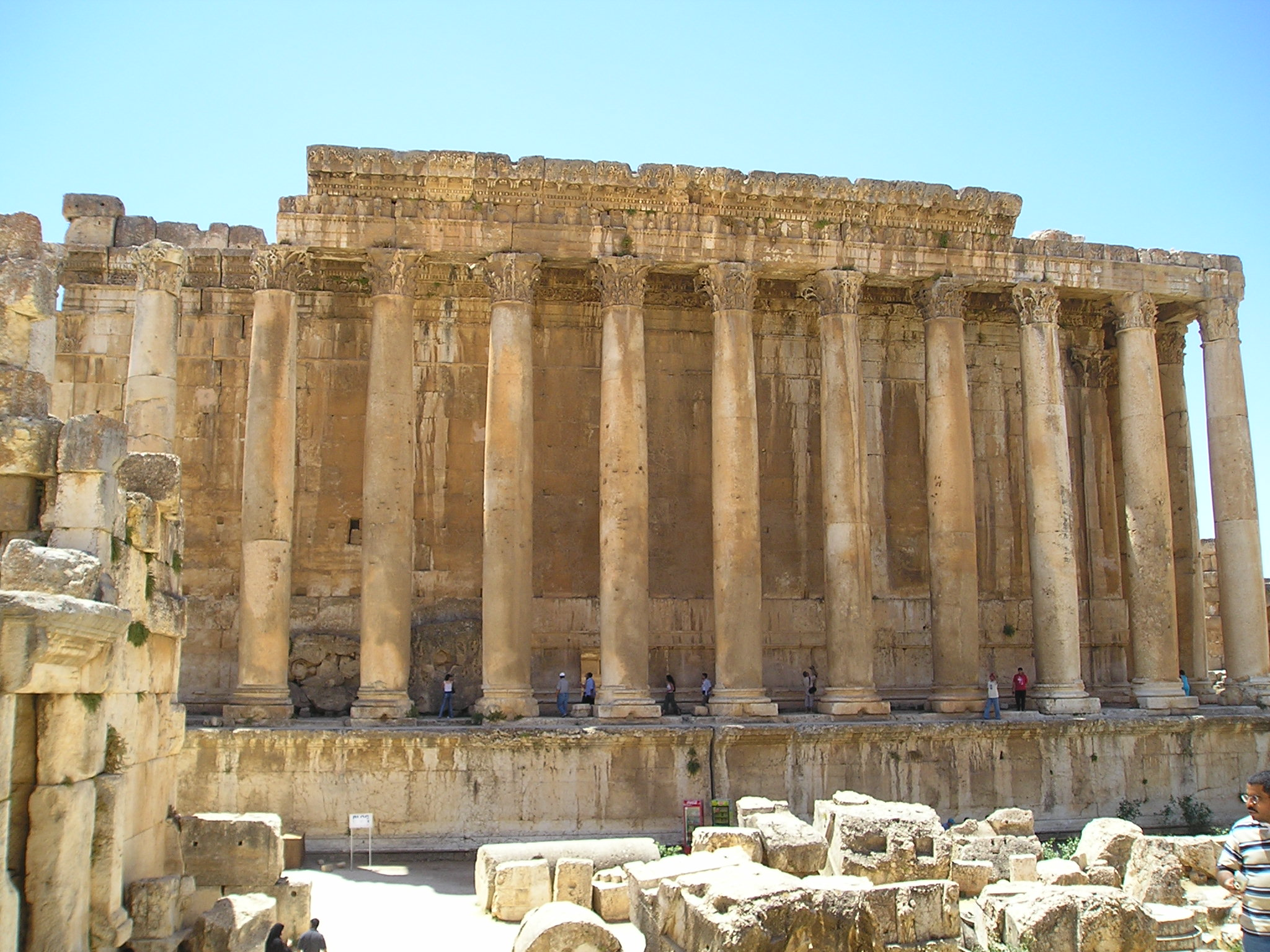
Le temple de Bacchus.
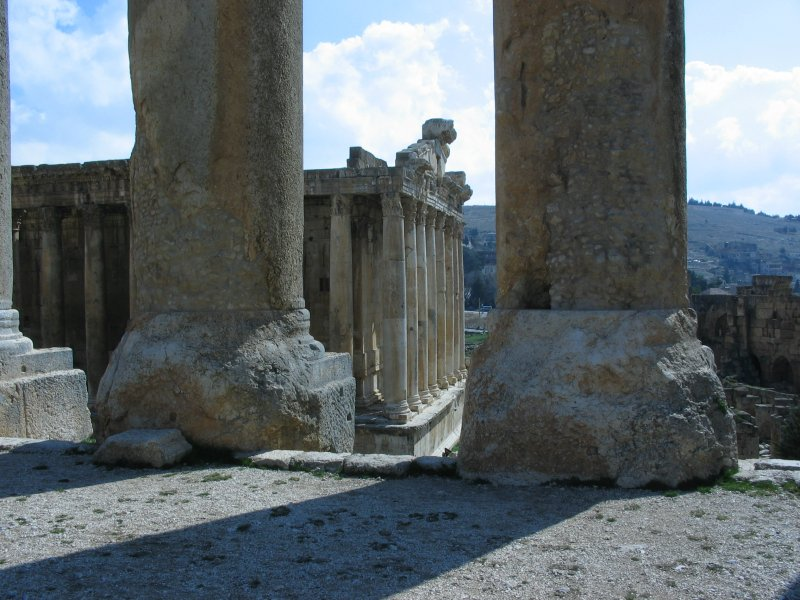
Temple de Bacchus, vu du temple de Jupiter.
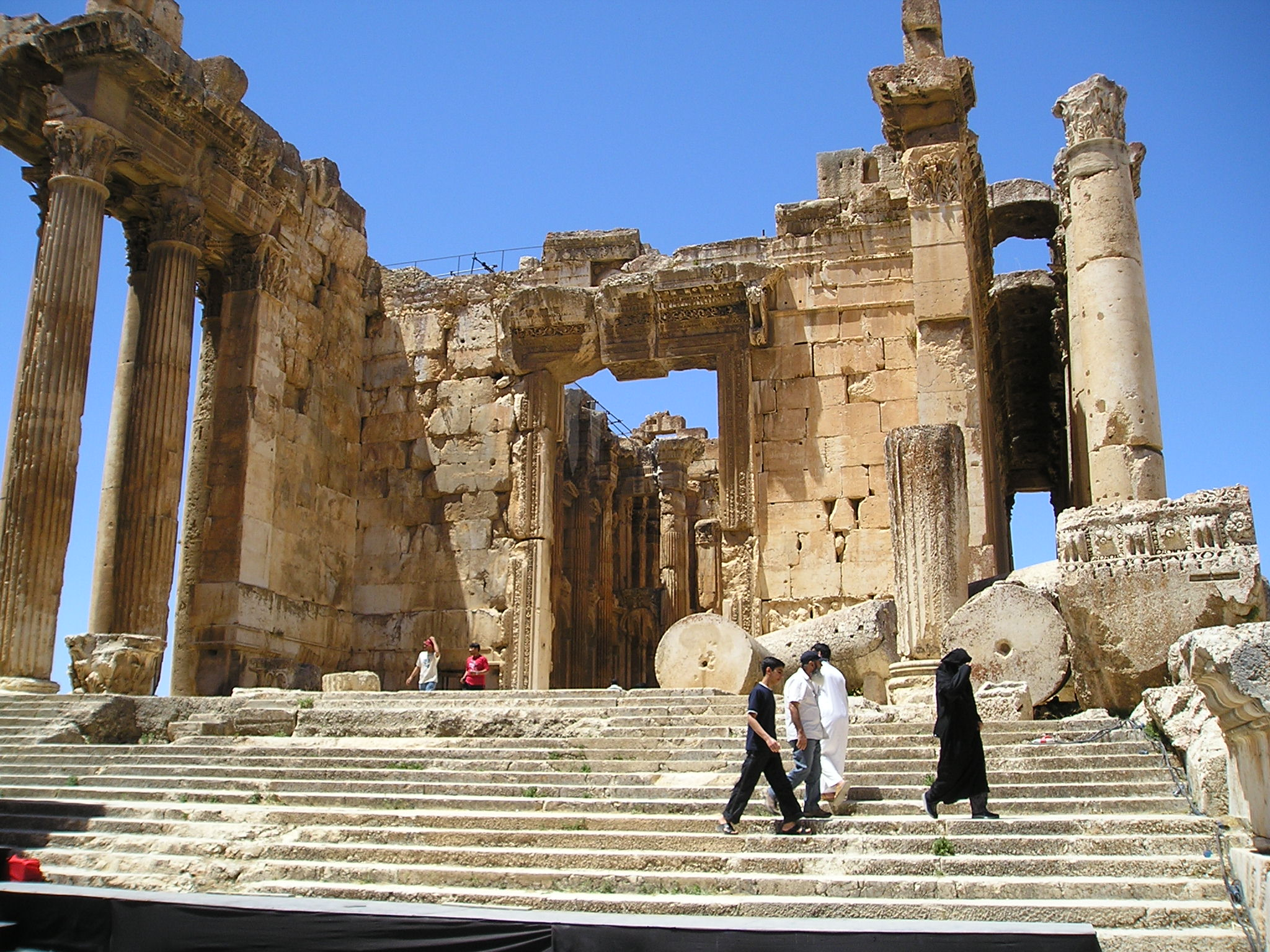
Entrée du temple de Bacchus.
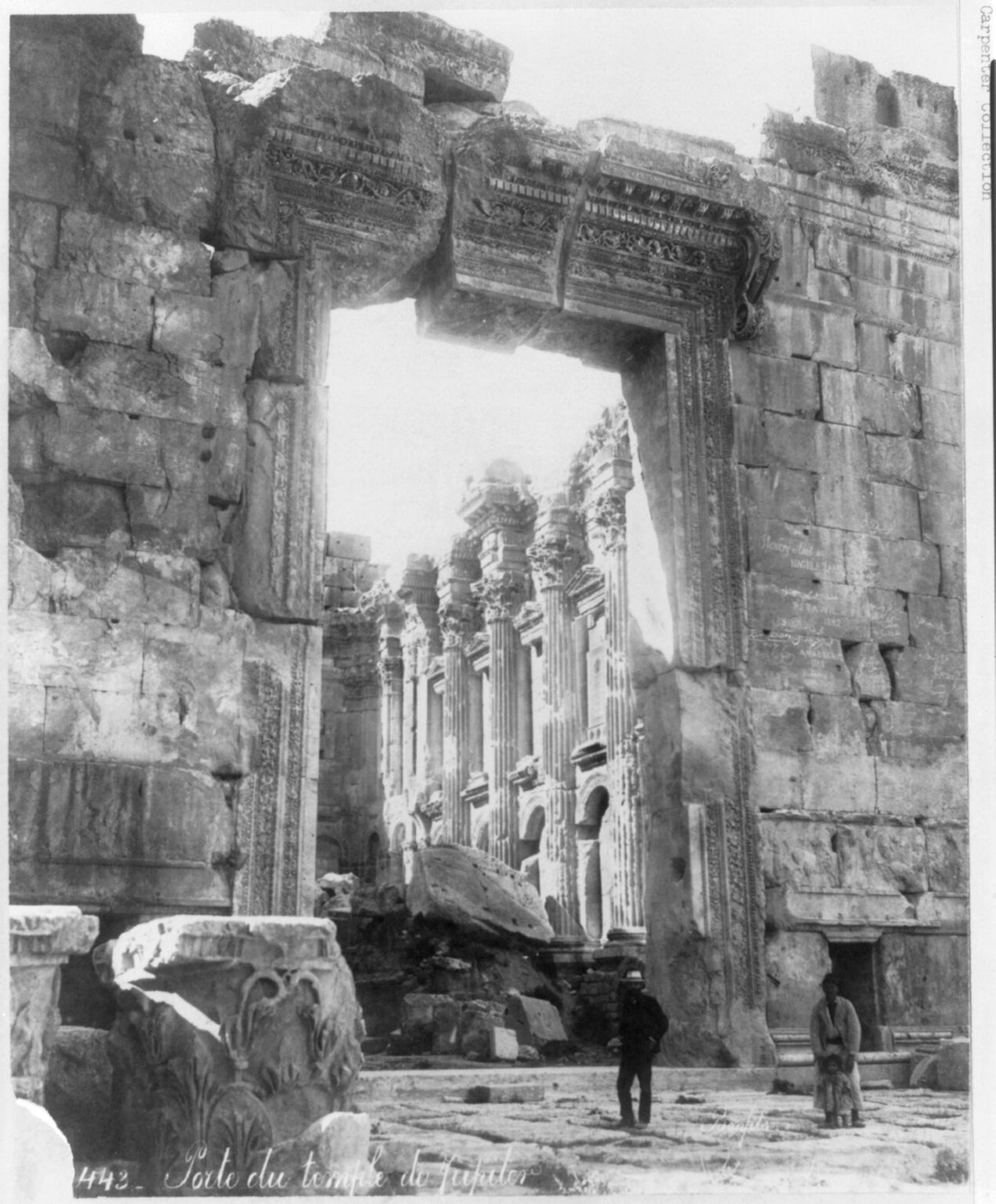
Temple de Bacchus.
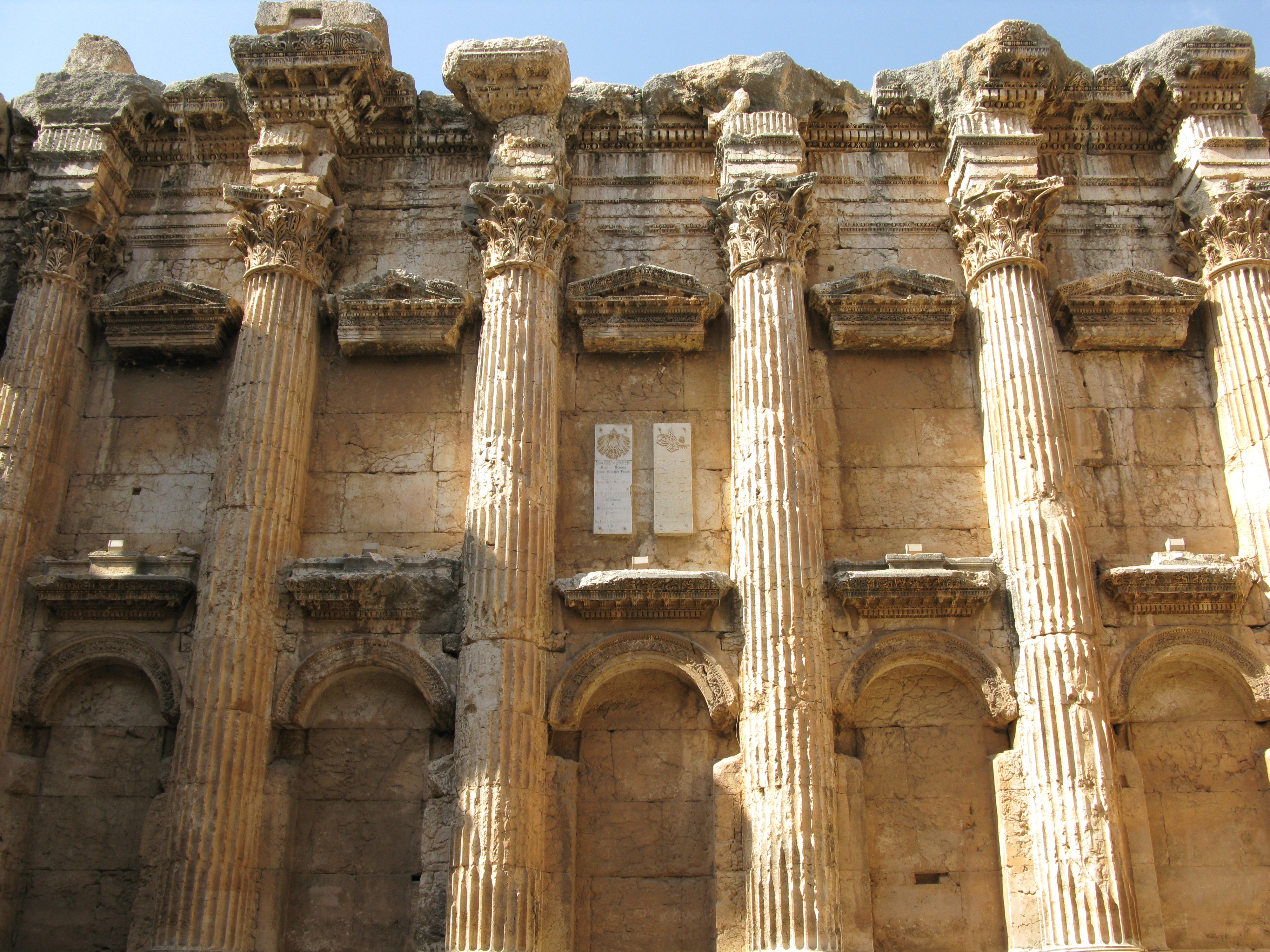
Temple de Bacchus.

### Grande cour

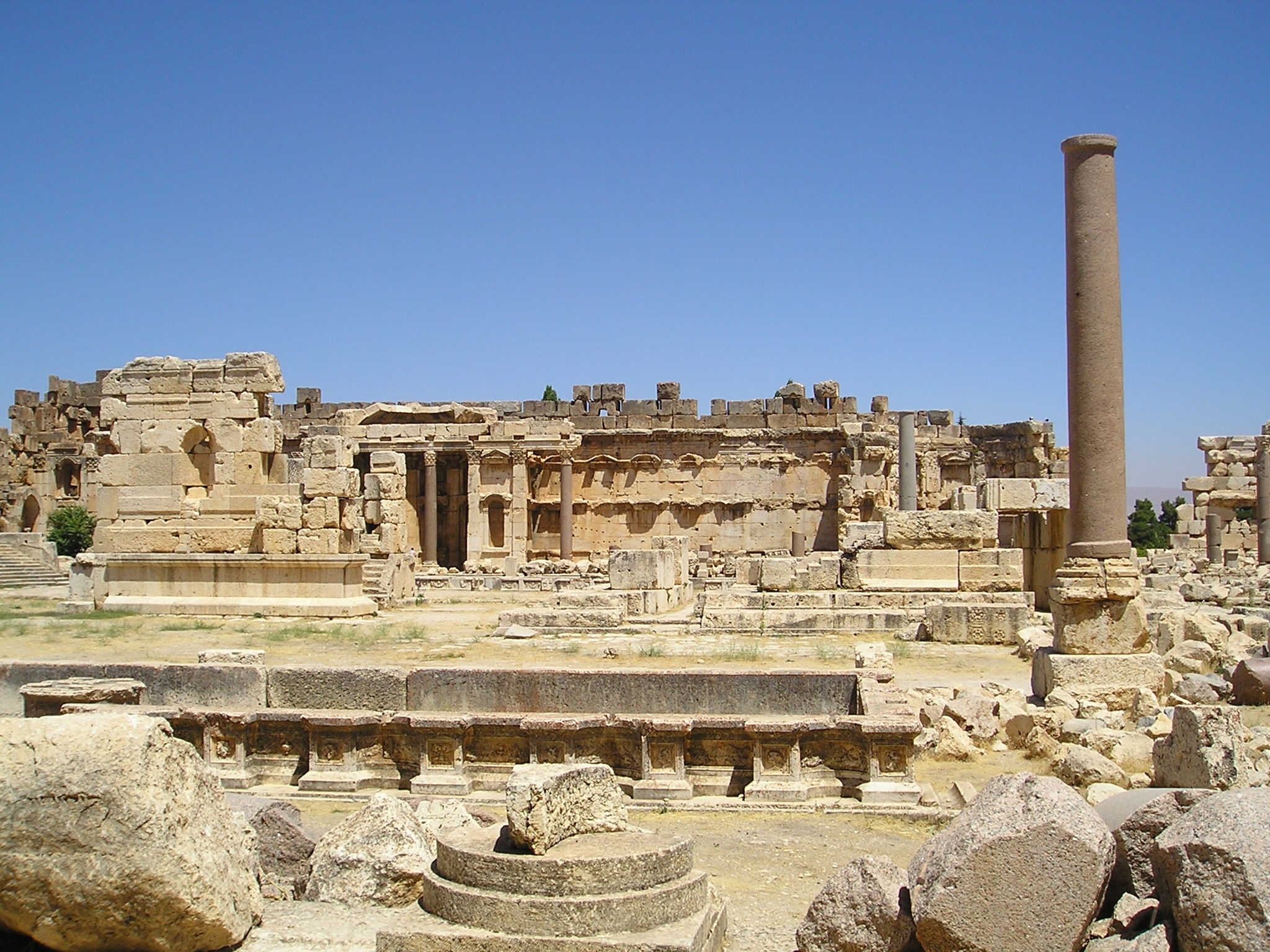
Grande Cour.

La grande cour ou la cour des sacrifices, très étendue (134 et 112 mètres), était entourée d’un élégant portique dans lequel s’ouvraient quatre exèdres semi-circulaires et huit rectangulaires. Au centre de ce vaste espace, s’élevaient un autel pour les sacrifices et une tour flanquée de deux colonnes de granite rouge et gris dont il ne reste que de rares vestiges. La tour servait probablement de lieu utilisé par les pèlerins pour suivre les cérémonies. Elle fut détruite vers la fin du IVe siècle pour donner place à une basilique chrétienne qui fut, elle aussi, détruite à une époque ultérieure. Il ne reste de la basilique que quelques parcelles de l’autel, notamment des parties en bois qui abritaient les fidèles ainsi que de grandes parties du portique et de ses éléments décoratifs.

Vue panoramique de la cour principale du complexe religieux de Baalbek.

### Cour hexagonale

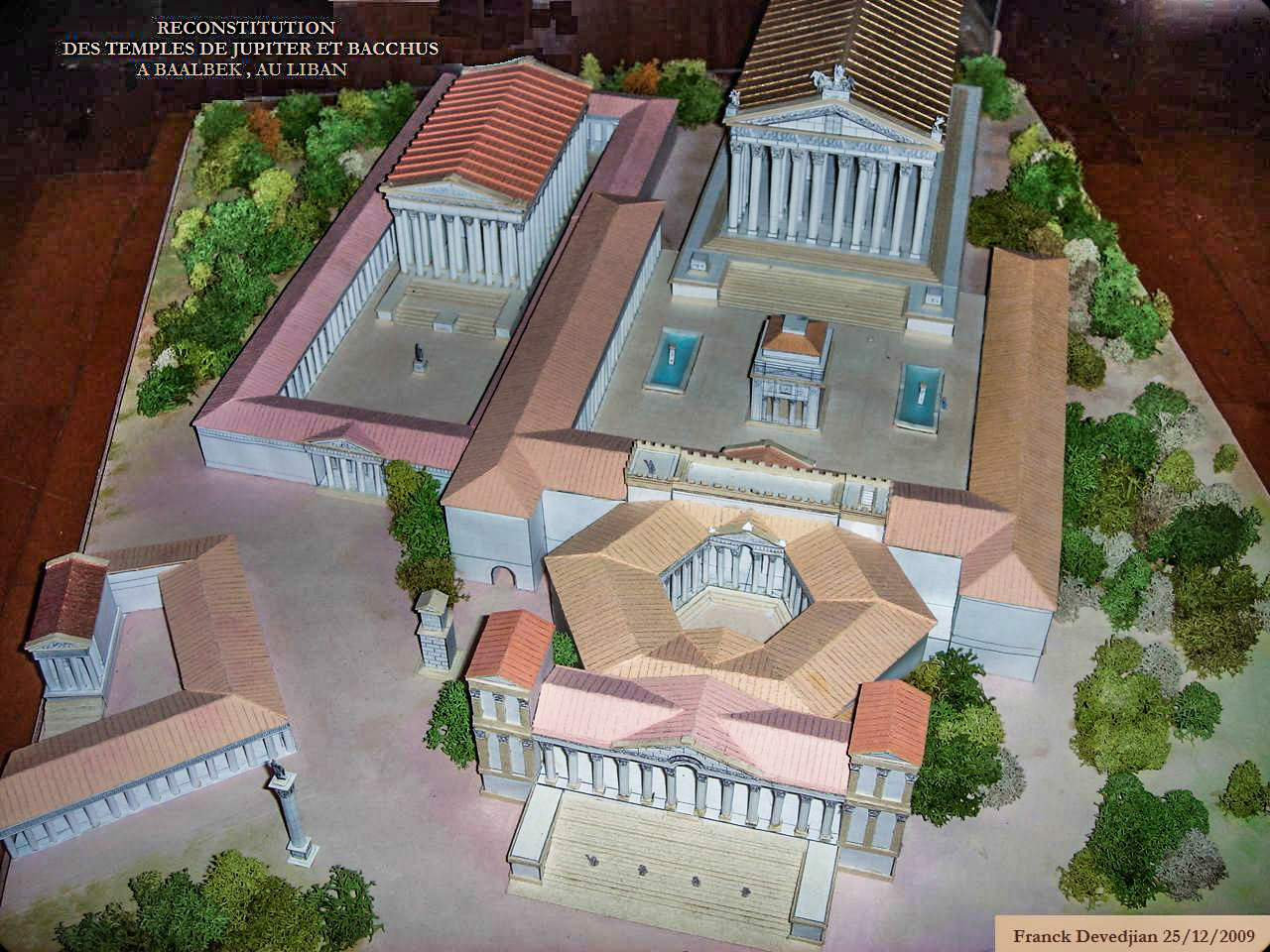
Reconstitution du sanctuaire de Baalbek à l'époque romaine.

À côté de la cour des sacrifices, la cour hexagonale de 50 mètres de long, à ciel ouvert, construite dans la première moitié du IIIe siècle, était entourée à l’origine d'un portique de 30 colonnes et de quatre exèdres rectangulaires richement décorés.
Cette cour fut également transformée en église dédiée à la Sainte Vierge entre la fin du IVe et le début du Ve siècle. La ville est un ancien évêché.

### Temple de Jupiter

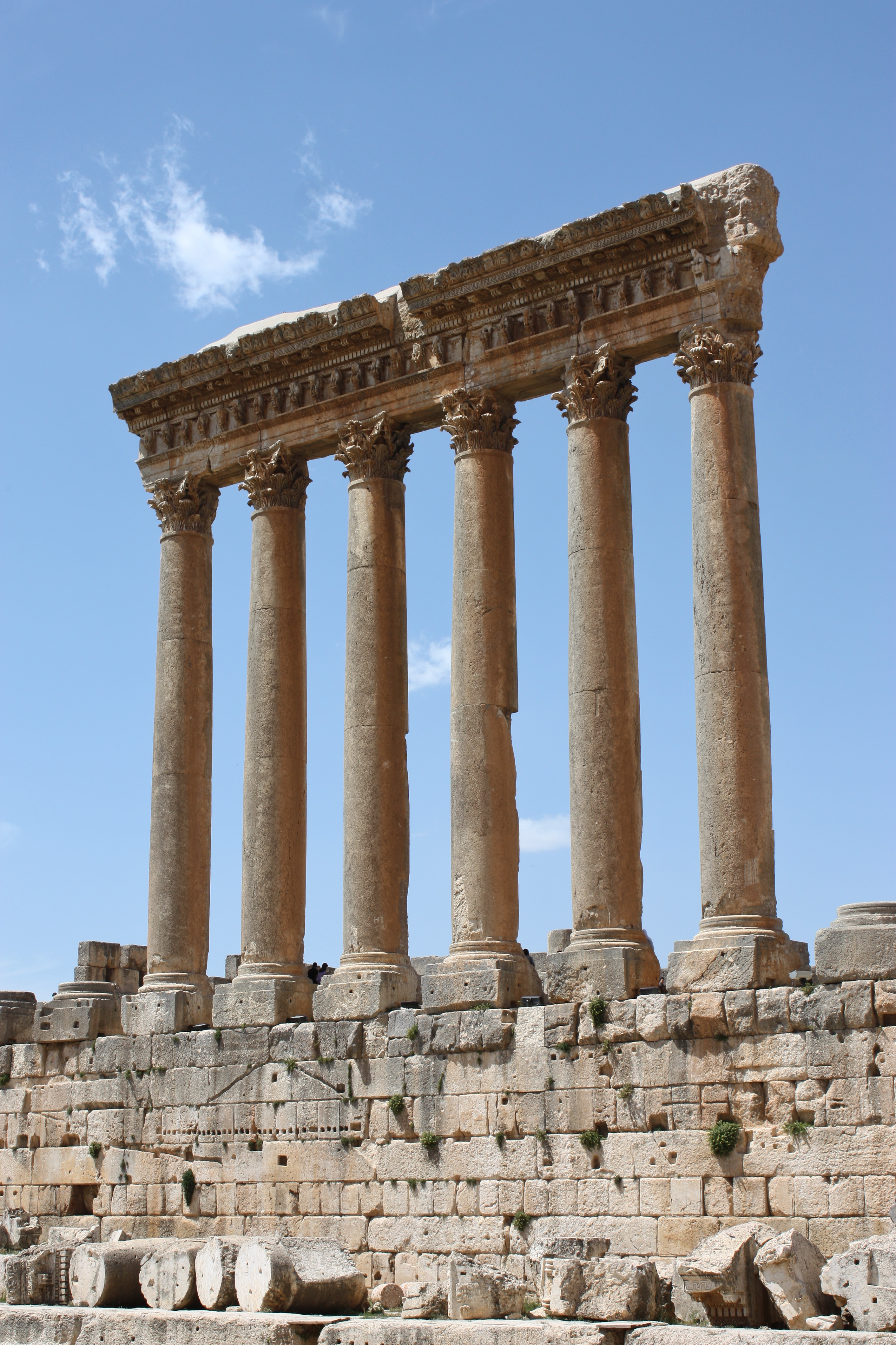
Temple de Jupiter.

Le temple de Jupiter, le plus ancien, fut construit en plusieurs étapes. Le temple était déjà bien avancé sous Néron, mais l’ensemble ne fut achevé et inauguré qu’au IIIe siècle. On y accède par un propylée : un escalier monumental conduit à un portique à douze colonnes encadré de deux tours. Selon une inscription latine, un légionnaire aurait fait recouvrir d’or l’un des deux chapiteaux des colonnes. Par un escalier monumental à trois volées, les prêtres atteignaient le temple de Jupiter dont ne subsistent que six colonnes, hautes de vingt-deux mètres, avec une base de 2,20 mètres de diamètre. Ce temple est le plus grand (88 mètres sur 48) de tout le monde romain, à l'exception du grand temple de Tarse qui lui est supérieur. Il était probablement périptère, avec dix colonnes en façade et dix-neuf sur les longs côtés. Si son plan intérieur était similaire à celui du temple de Bacchus, il comportait un pronaos précédé de huit colonnes et d’une cella.

Temple de Jupiter
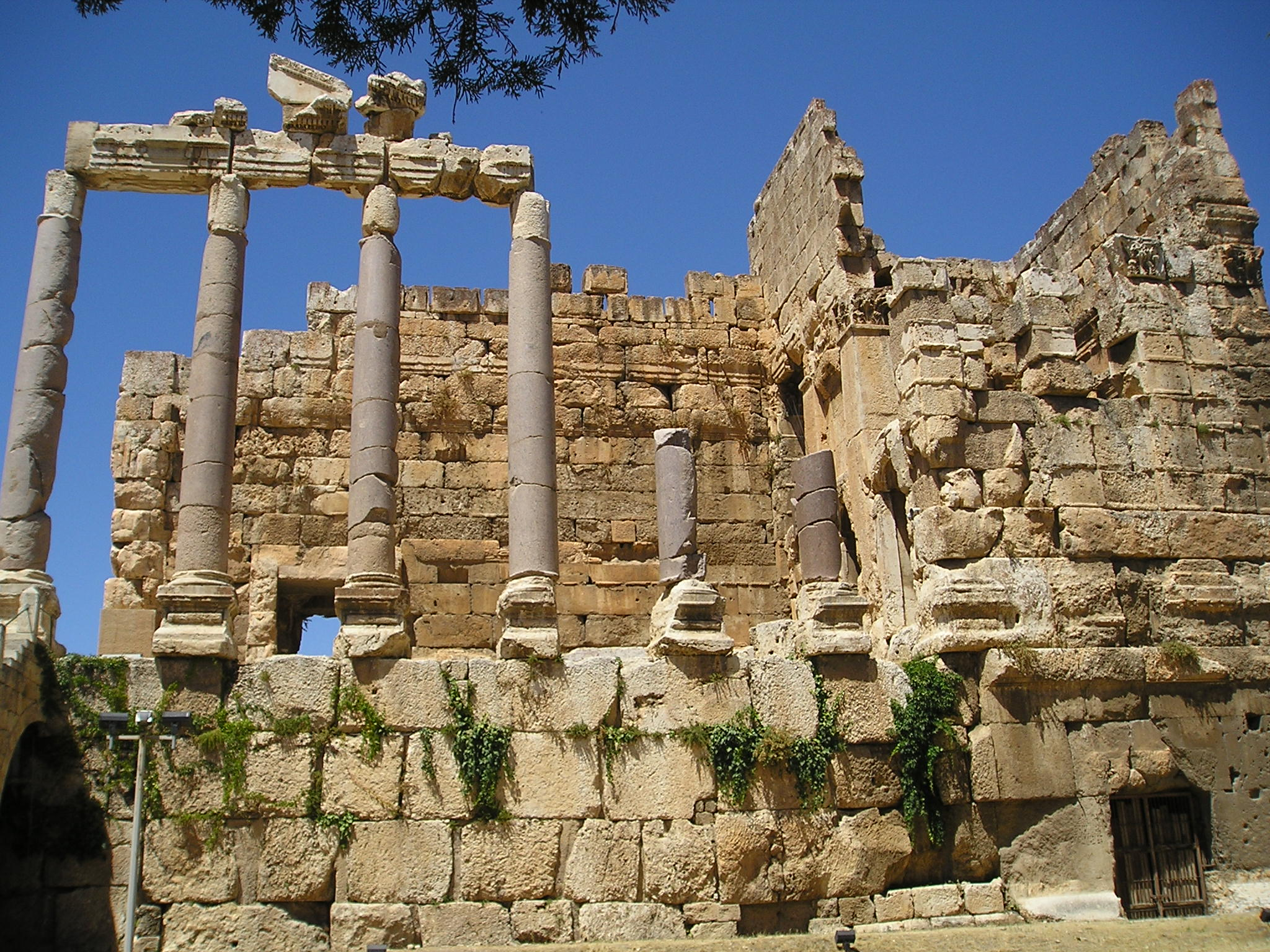
Propylées du temple de Jupiter.
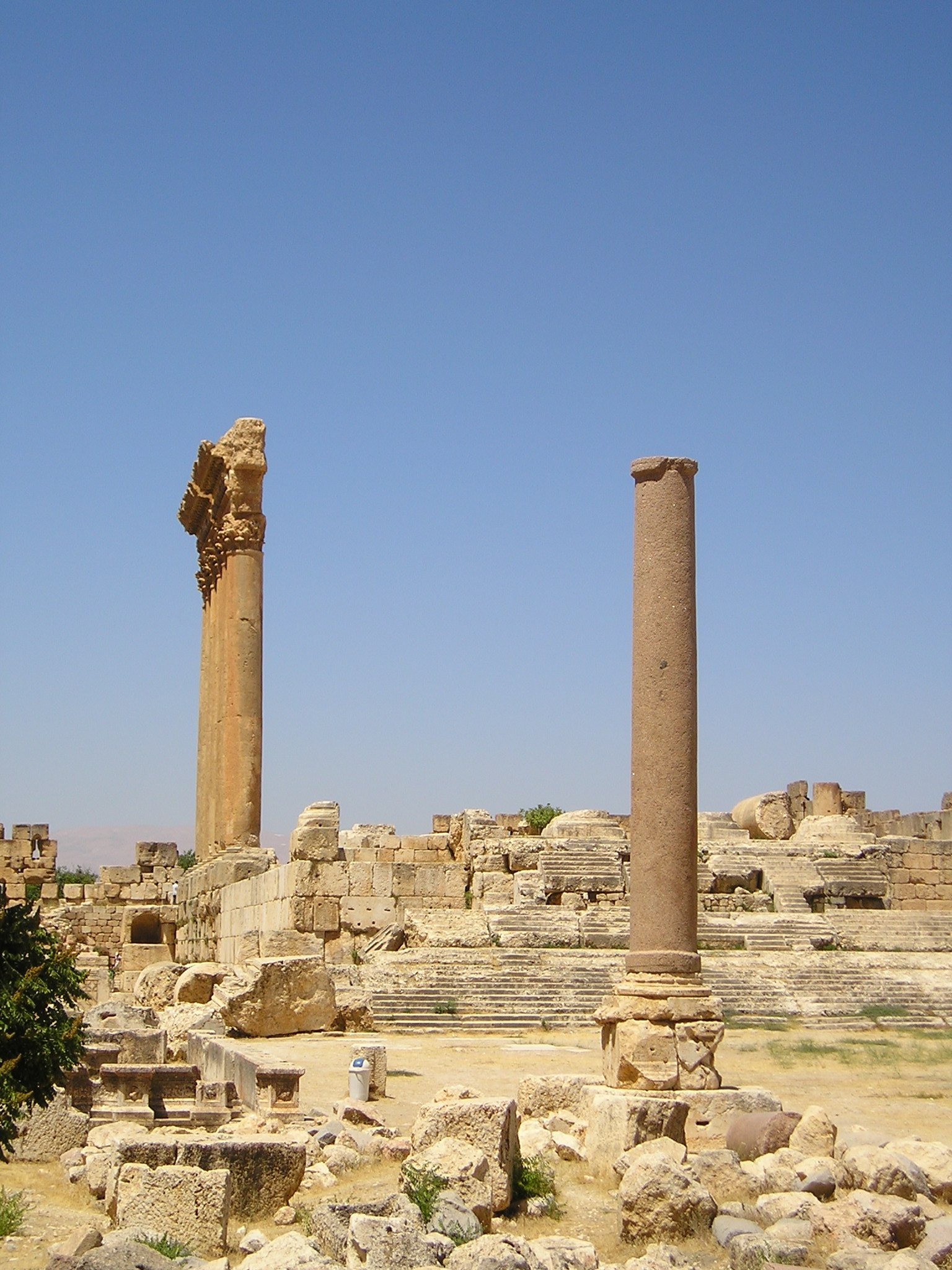
Temple de Jupiter vu de la Grande Cour.
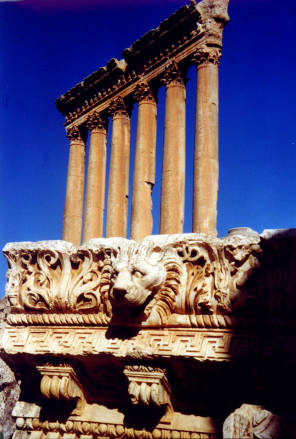
Temple de Jupiter.

### Sanctuaire du «temple de Vénus»
Au sud de la cour hexagonale du sanctuaire de Jupiter se trouve un petit sanctuaire avec deux temples.

Temple de Vénus et temple pseudopériptère
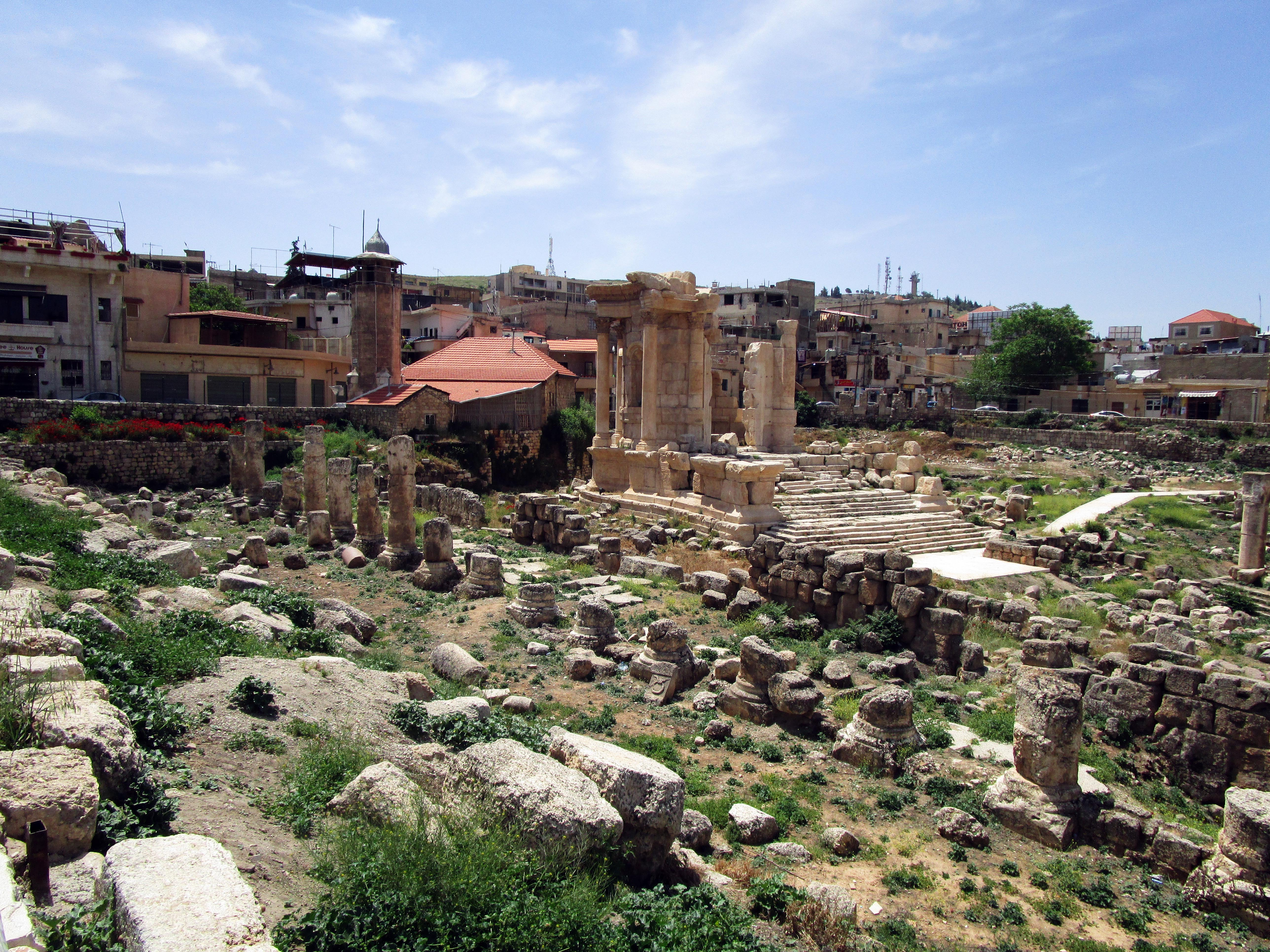
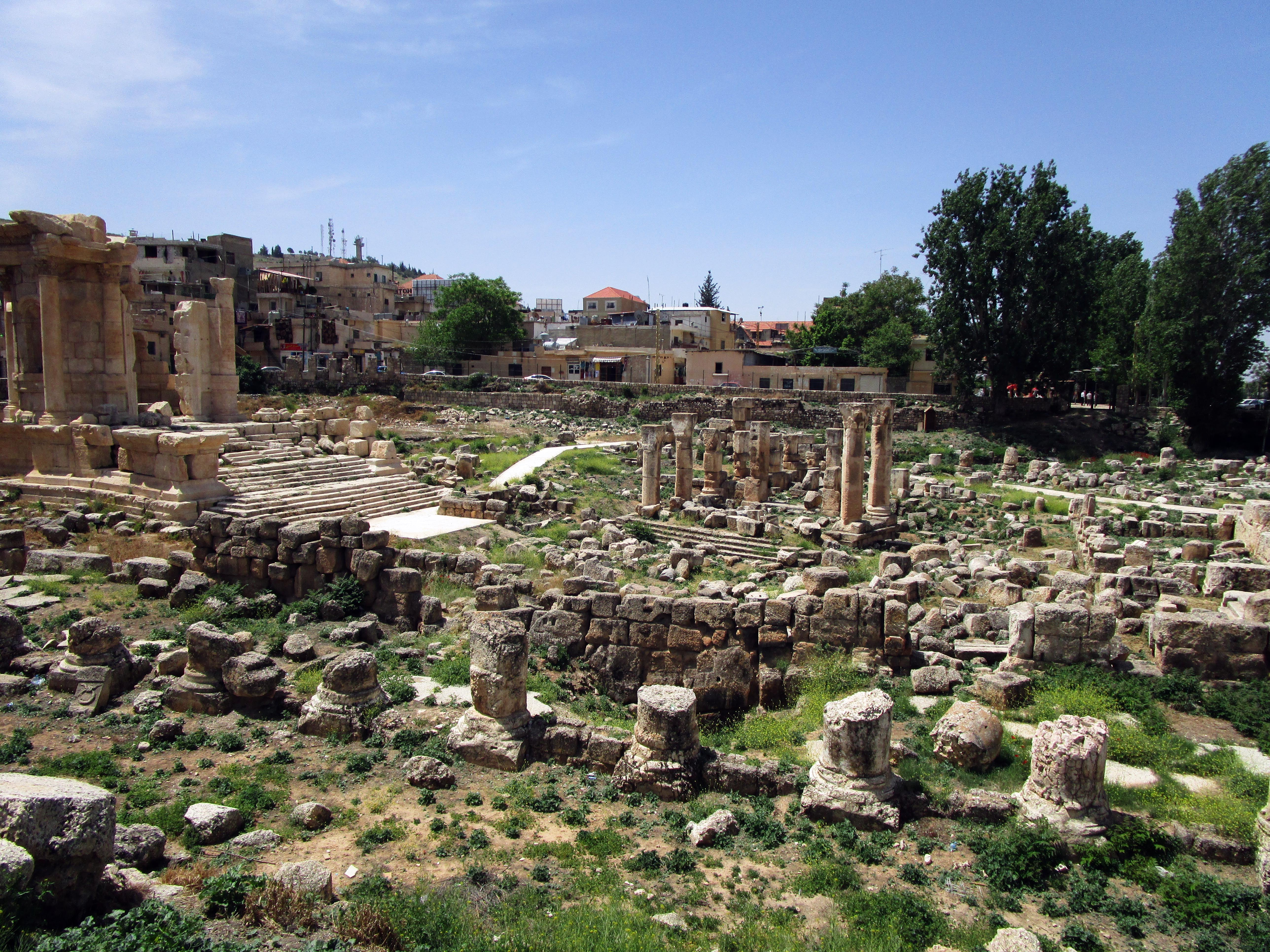
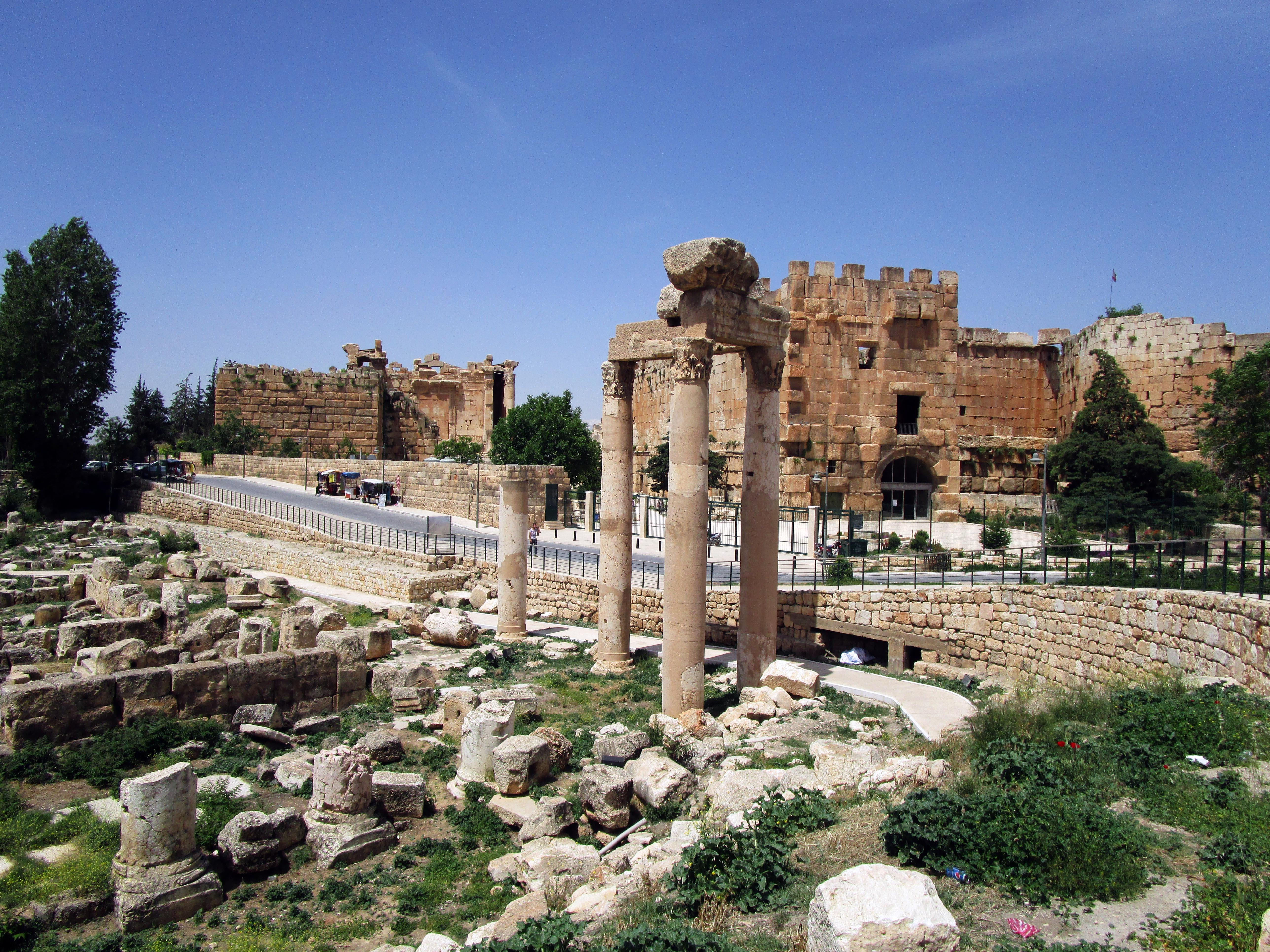

#### Temple pseudopériptère
Le premier est un petit temple pseudopériptère, c'est-à-dire avec des demi-colonnes placées sur la cella. Il a des chapiteaux corinthiens à feuilles pleines et mesure environ 25 m de long et 12,5 m de large. Le temple a été fouillé dans les années 1960 par l'administration libanaise des antiquités et partiellement restauré. Son attribution est inconnue ; sa période de construction se situe vraisemblablement au début de l'Empire romain.

#### Temple rond, dit temple de Vénus

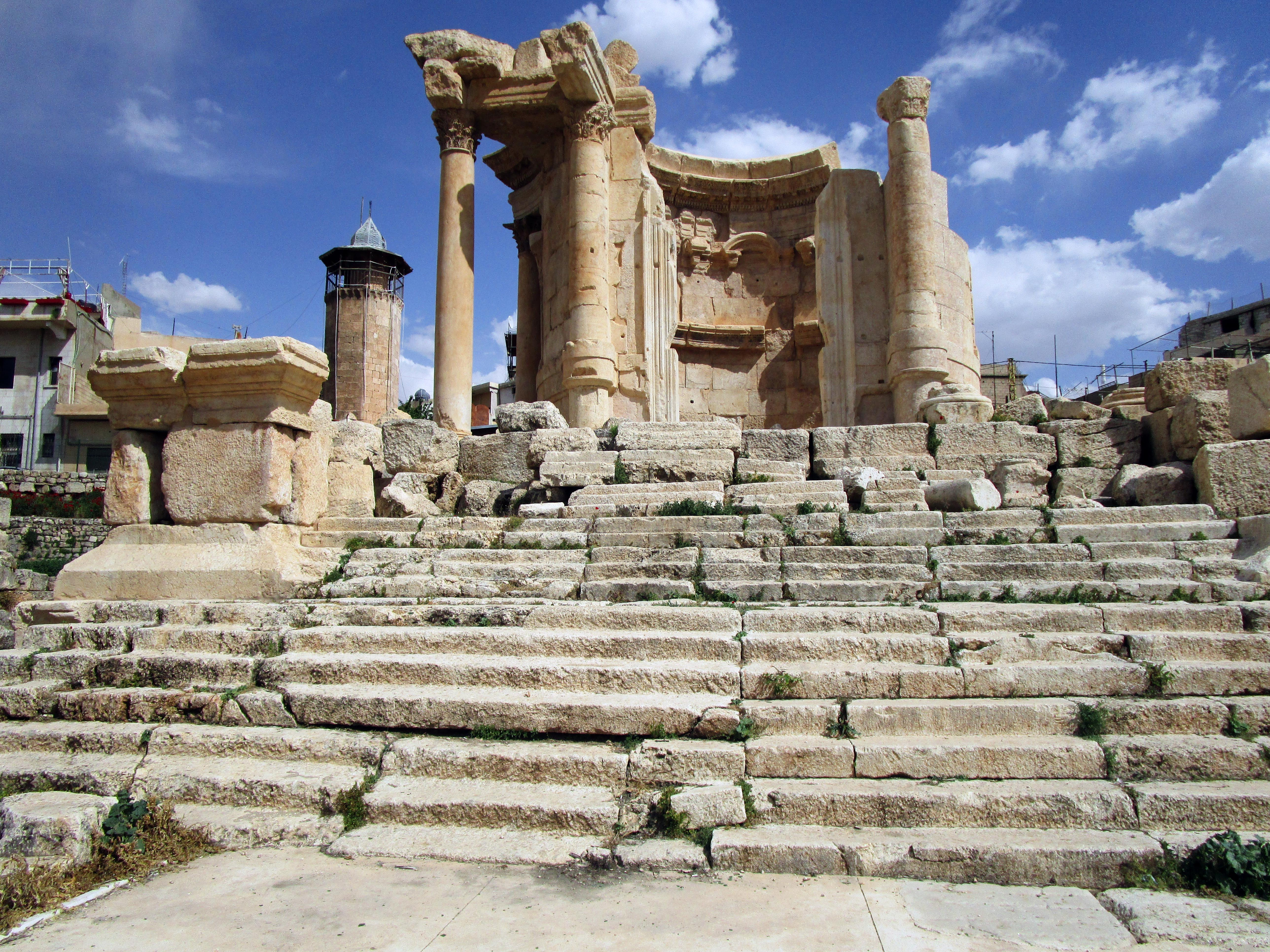
Temple de Vénus.

Le temple rond, voisin du précédent et perpendiculaire à son axe, a été  longtemps connu sous le nom de temple de Vénus, bien que cette affectation soit aujourd'hui abandonnée. Le temple rond, avec les temples de Jupiter et de Bacchus, est l'un des trois édifices restés toujours visibles et donc toujours connus des habitants. Il se caractérise autant par l’originalité de son plan circulaire que par l’harmonie de ses formes, dans une cité où les autres sanctuaires sont marqués par le gigantisme. La forme de son podium incurvé et la conception de la cella qui en résulte, avec ses colonnes à chapiteaux corinthiens à cinq faces, sont uniques et souvent qualifiées de « baroques ». Ce temple rond mesure près de 16 m de large et 28 m de long avec son portique, le podium mesure 2,91 m de haut et la hauteur des colonnes atteint 8,56 m. L'édifice date probablement du IIIe siècle apr. J.-C.

### Carrières

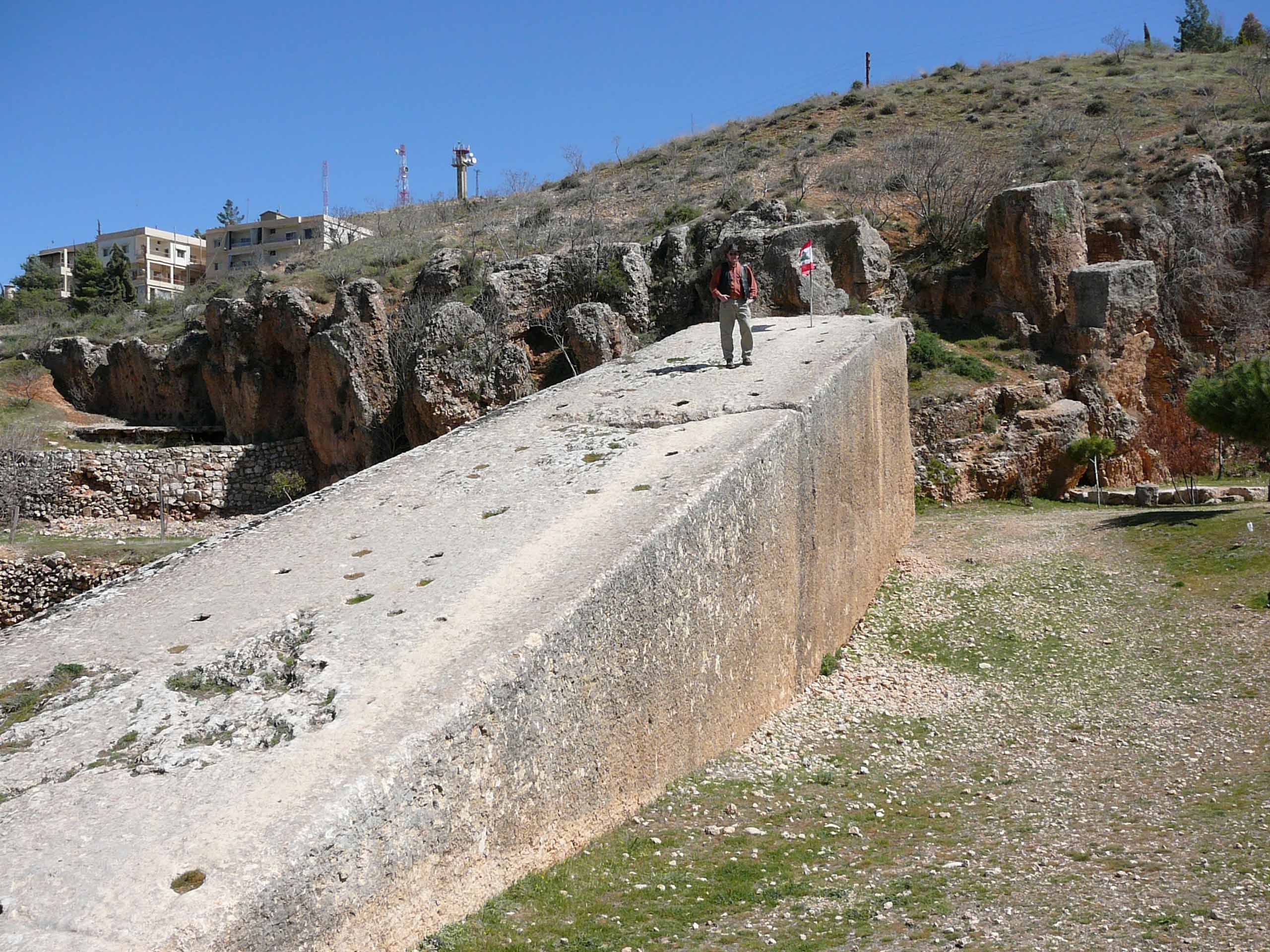
Pierre de la femme enceinte.

Dans une carrière située près de la cité, on peut découvrir la pierre de la femme enceinte, l'une des plus grandes pierres taillées au monde, avec 21 m de long pour 4,5 m de hauteur et de largeur et une masse d’environ 1 000 à 1 200 tonnes.

## La ville aujourd’hui
La zone verte de Baalbek est connue sous le nom de Ras El Ayn (رأس العين) ; il s’agit d’une grande zone verte formée d’un boulevard ovale.

### Festival international de Baalbek
Le Festival international de Baalbek est un grand événement culturel, organisé en été.
Des activités culturelles sont organisées dans les ruines romaines à partir de 1955. En 1956, gérée par des bénévoles, l’association prend le nom officiel de « Festival international de Baalbek ». Cette institution, soutenue par le président de la République de l’époque, Camille Chamoun, devient alors une des institutions officielles du gouvernement dont la mission est de promouvoir la vie culturelle et touristique du pays. En 1966, le festival fonde une école d’art dramatique dans le but de promouvoir le théâtre libanais.
En vingt ans, le Festival international de Baalbek a acquis une renommée internationale et les artistes du monde entier et de toute discipline viennent s'y produire : des compagnies de danse (l'Australian Ballet, The Royal Ballet, l'Alvin Ailey American Dance Theater…), des orchestres (l'Orchestre symphonique du Liban, l'Orchestre symphonique de Pittsburgh, l'Orchestre philharmonique de New York…), des solistes (Henri Goraïeb, Abdel Rahman El Bacha, Claudio Arrau…) des chanteurs lyriques, de jazz ou de variété (Plácido Domingo, Ella Fitzgerald, Johnny Hallyday…) et des compagnies de théâtre (la Comédie-Française, le Théâtre national Wallonie-Bruxelles.
Les activités du Festival international de Baalbek ont été interrompues en 1975, durant la guerre civile, jusqu'à la reprise, en 1997.

## Relations internationales

### Jumelage
La ville de Baalbek est jumelée avec les villes suivantes :
- Bari (Italie),
- L'Aquila (Italie),
- Thrace (Grèce),
- Aix-en-Provence (France).

## Personnalité notable
- Eudoxie d'Héliopolis, martyre chrétienne